# Liqian
Liqian (xinès: 骊靬, en pinyin: Líqián, també ha estat romanitzat de diverses maneres com a Li-Jian, Li Jien, Li-chi-en, Li-ch'ien, Li-chien, Comtat de Li, etc) és un antic comtat en el nord de l'actual província de Gansu a la Xina, els trets ètnics del qual dels seus habitants han donat motiu a l'especulació que hagués estat una colònia de mercenaris romans. Avui dia l'antiga ciutat de Liqian està situada en un poble anomenat Zhelaizhai.
Aquesta ciutat, durant la dinastia Han, va rebre el nom de Li-chi-en, però des de la dinastia manxú dels Ming va passar a ser anomenada Cha-Lai-Chai, només des de fa uns 20 anys ha tornat a adquirir la seva antiga denominació.

## La teoria de la descendència romana
La primera curiositat és que Li Jien (en pinyin) o Li-chi-en (en transcripció fonètica en català) era el nom que els xinesos antics donaven a l'Imperi Romà, aquesta denominació xinesa donada a l'Imperi Romà en el seu conjunt deriva molt probablement d'una transliteració de l'idioma grec (alfabètic) al xinès (encara avui prevalentment ideogràmic), encara que aquí els ideogrames xinesos eren un recurs —per analogia fonètica de la idea original que representaven— per intentar reproduir el nom de la ciutat d'Alexandria d'Egipte. Aquesta ciutat del Mediterrani durant el període hel·lenístic va passar a ser un dels grans mercats-base de la Ruta de la Seda, aquesta funció es va incrementar en quedar inclosa en l'Imperi Romà, de manera que moltes de les notícies que arribaven a la Xina de l'Imperi Romà arribaven com a procedents de Li-Chi-En (Alexandria), i d'aquesta manera és que els xinesos van anomenar a tot l'Imperi Romà: Li-Chi-En.
Als estudiosos contemporanis els ha resultat curiós que en les fonts xineses s'esmentés una població dins de l'Imperi xinès, a la regió del Gansú o Kansu, que portés el nom de Li-Chi-En. Un important arqueòleg i paleògraf anglès Homer Dubs, catedràtic de la Universitat d'Oxford, va tenir accés a antics escrits xinesos pinzellats sobre varetes de bambú en els quals el cèlebre general xinès Cheng Tan referia com havia vençut als Xiongnu que atacaven les llavors fronteres occidentals del Imperi Celeste (Imperi xinès) l'any 60 a. C.
El que li va cridar l'atenció al general xinès va ser trobar un grup d'oponents en una formació que va descriure com de "escata de peix" (agrupats com la tortuga romana) i el campament del qual —a diferència dels pobles nòmades com els Xiongnu— es trobava protegit per un doble cèrcol de llargues estaques que dificultaven les arremeses de la cavalleria. Això, sumat a dades etnogràfiques (especialment fisiotípiques) de l'actual població xinesa de Li Jien, els innegables aspectes caucàsics de la majoria dels habitants d'aquesta població, més la troballa de ruïnes d'una ciutadella que podia tenir elements estilístics grecoromans va fer que el 1957 Homer Dubs arrisqués la hipòtesi segons la qual, en efecte, Li-Chi-En o Li Jien es deia així perquè havia estat una ciutat de l'Imperi xinès habitada per gent procedent de l'Imperi Romà.
El problema era com havia d'explicar Dubs aquesta població de gent procedent de l'Imperi Romà en l'Imperi xinès. Els fets històrics corroboradors li seguien donant indicis i pistes pel que sembla molt fermes: L'any 53 a.C les legions romanes van sofrir una tremenda derrota davant una "retirada pàrtica, això va ocórrer en les rodalies de Carrhae (és a dir a les zones frontereres que avui corresponen a les actuals Turquia i l'Iraq), en la batalla de Carrhae uns 20.000 integrants de la Legió II Augusta van ser empresonats i esclavitzats pels Parts, com els legionaris eren valuosos quant a guerrers, a molts d'ells se'ls va obligar a servir ara com a mercenaris de l'Imperi Part sent deportats a un campament en el que avui és la ciutat de Merv, en els límits nord-orientals de l'Imperi Part. La ciutat de Merv es trobava en plena Ruta de la seda; aquí —suposa Dubs— la majoria dels legionaris romans es va escapolir i van oferir els seus serveis als Xiongnu (als legionaris confinats a Merv els era gairebé impossible tornar a l'Imperi Romà, i l'Imperi Romà els havia despullat de tota ciutadania en haver-se rendit i servit al seu enemic), i és llavors que en un combat a l'est de Taskent entre Xiongnu (acabdillats pel cap que les cròniques xineses van anomenar Che Tien) i exèrcits xinesos, que el general xinès victoriós Chen Tan troba (suposa Dubs) a un conjunt de mercenaris procedents de l'imperi romà i que usen armes i tàctiques romanes de combat, els mercenaris supervivents van ser llavors reclutats per l'Imperi xinès i instal·lats en el poblat i fortificació fronterer que es va anomenar Li-Chi-En —pràcticament aquí conclou Dubs la seva tesi.
Part de l'actual població actual de Li Jien es considera oriünda d'aquests legionaris (la descendència dels quals s'hi hauria mixogenizat amb xinesos, mongols, tàrtars etc); en efecte, la població de Li Jien presenta trets caucàsics juntament amb trets mongòlics; molts dels habitants de Li Jien posseeixen un nas quelcom aquilí, arcs superciliars elevats, zigomàtics relativament poc pronunciats, cabell lleugerament ondat amb secció en "o" i de color amb tonalitats rosses, bastant borrissol —i a més relativament clar— en el pit i en les extremitats, etc.
No obstant això els estudis més recents (especialment els genètics) indicarien que, en efecte, els habitants de Li Jien tenen molts ancestres caucàsics sense que això signifiqui que aquests ancestres procedeixin de l'Imperi Romà, ja a la zona van habitar tocaris i wusun (paleoeuropeus), i la Ruta de la Seda a més d'un gran flux comercial i cultural va ser una àrea de gran flux genètic en ambdues direccions (d'est a oest i viceversa). Les dates de la batalla de Carrhae i la suposada posterior fundació de Li-Chi-En o Li Jien no semblen coincidir; és més els antics ideogrames als quals se'ls ha donat valor fonètic signifiquen "Imperi Romà" i, d'altra banda, "Territori de cavalls negres", ja que la zona en la qual es troba aquesta població xinesa del Gansu era famosa pels seus excel·lents cavalls esteparis descendents dels cavalls salvatges anomenats tarpan. En resum, en l'actualitat gairebé tots els estudiosos descarten que Li Jien hagi estat una població romana en l'imperi xinès. Això no obstant, no és obstacle perquè part dels habitants de la ciutat de Li Jien realitzi anualment desfilades amb abill romà.

## Per a més informació
- Dubs, Homer H «A Roman City in Ancient China». Greece and Rome. Cambridge University Press, 4, 2, 10-1957, pàg. 139–148. DOI: 10.1017/S0017383500015916. JSTOR: 642135.
- Gruber, Ethan. The Origins of Roman Li-chien.  Zenodo, 10 desembre 2006. DOI 10.5281/zenodo.258105.
- Weifeng, Liu «Romans in China stir up controversy». China Daily, 24-08-2005, p. 13.